# شیوالایا
شیوالایا (به لاتین: Shivalaya) یک منطقهٔ مسکونی در بنگلادش است که در ناحیه منیک‌گنج واقع شده‌است. شیوالایا ۱۹۹٫۰۷ کیلومتر مربع مساحت و ۱۴۳٬۸۴۲ نفر جمعیت دارد.